# Paul Legentilhomme
Paul Louis Victor Marie Legentilhomme (Valognes, 26 marzo 1884 – Nizza, 23 maggio 1975) è stato un generale francese, particolarmente distintosi nel corso della seconda guerra mondiale. Insignito della Gran croce della Legion d'onore, dell'Ordre de la Libération e della Médaille militaire. È considerato una figura di spicco in seno alla Francia libera.

## Biografia

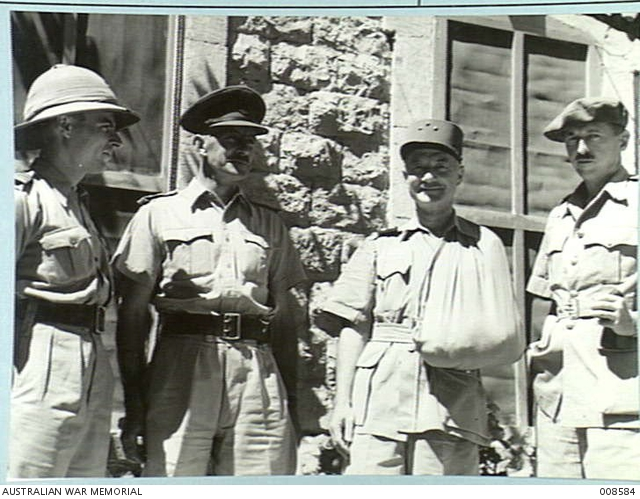
Il generale Legentilhomme a Damasco.

Nacque a Valognes, nel dipartimento della Manica, il 26 marzo 1884. Tra il 1896 e il 1902 fu allievo del Liceo Francesco I di le Havre.
Arruolatosi nell'Armée de terre, nel 1905 inizio a frequentare l'École spéciale militaire de Saint-Cyr (promozione "la Dernière du vieux Bahut"), da cui uscì due anni dopo assegnato alla fanteria coloniale. Assegnato in servizio al 3º Reggimento Tirailleurs tonchinesi, fu promosso tenente nell'ottobre 1909. Trasferito successivamente nel 10° e poi nel 2° RIC, prestò servizio nel Tonchino fino al luglio 1912 quando rientrò in territorio metropolitano assegnato al 23° RIC.
Con questa unità, all'inizio della Grande Guerra, combatté a Neufchâteau, in Belgio, venendo fatto prigioniero il 22 agosto 1914, mentre difendeva una casa circondata dal nemico.
Internato fino alla fine delle ostilità, fu rimpatriato in Francia nel novembre 1918. Promosso nel frattempo capitano, frequentò la Scuola di guerra nel 1919 prima di prestare servizio nel Tonchino, nello stato maggiore del generale comandante superiore delle truppe in Indocina per poi unirsi alla 23ª RIC in Francia nell'aprile 1922.
Promosso maggiore nel dicembre 1924, fu assegnato in servizio in Madagascar (1926-1928) come capo di stato maggiore presso il generale comandante in capo prima di ritornare al 23° RIC nel marzo 1928.
Divenuto tenente colonnello il 25 dicembre 1929, poi capo di stato maggiore della 3ª DIC, trascorse poi quattro anni in Indocina (1931-1934).
Promosso colonnello il 26 giugno 1934 comandò quindi il 4º Reggimento tirailleurs senegalesi prima di essere nominato secondo in comando alla École spéciale militaire de Saint-Cyr nel 1937.
Distaccato presso il Centre des hautes Etudes militaires nel 1938, fu promosso al grado di generale di brigata il 23 dicembre dello stesso anno.
Alla vigilia della seconda guerra mondiale, nel gennaio 1939, era il comandante superiore delle truppe della Somalia francese. Già il 18 giugno 1940, a Gibuti, nel suo "Ordine generale n. 4", il generale denunciò l'armistizio con i tedeschi e annunciò la sua intenzione di continuare la guerra a fianco dell'Impero britannico. Tentò, con l'aiuto del colonnello Edgard de Larminat, di unire la colonia alla Francia libera, ma inutilmente. Fu sostituito dapprima provvisoriamente dal generale Maxime Germain, e poi dal generale Georges Aymé il 22 luglio 1940, lasciò la Somalia il 2 agosto per unirsi al generale Charles de Gaulle e raggiungere l'Inghilterra, dove sbarcò il 31 ottobre.
Per decreto del governo di Vichy fu privato della nazionalità francese.
Promosso generale di divisione il 1 gennaio 1941, comandò le forze francesi libere in Sudan ed Eritrea sotto il comando del generale Archibald Wavell e raggiungendo il suo posto di comando a Khartum alla metà del febbraio 1941. Fu anche accusato dal generale de Gaulle di aver tentato di portare di nuovo in combattimento, sotto il suo comando, ex soldati di Gibuti (operazione “Marie”). Ciò comportava l'utilizzo delle truppe francesi provenienti dalla Somalia per attaccare le truppe italiane che in Abissinia.
Si concentrò quindi sulla costituzione della 1ª Divisione leggera francese libera (1ª DLFL) destinata ad intervenire nel Levante.
Le truppe che costituivano la Divisione furono riunite in Palestina, a Qastina nel maggio 1941 e, sotto il suo comando entrarono in Siria l'8 giugno 1941. Durante un bombardamento aereo rimase ferito al braccio, rotto da una scheggia di granata durante l'azione. Operato in una ambulanza da campo, continuò a dare ordini dal suo letto, tornando al suo quartier generale dopo un solo giorno di assenza. Il 21 giugno le sue truppe entrarono a Damasco.
Nominato Commissario nazionale per la guerra dal Comitato nazionale francese il 24 settembre 1941, fu condannato a morte in contumacia il giorno successivo dalla corte marziale di Gannat. Tornò a Londra all'inizio di novembre.
Il 9 settembre 1942, il generale de Gaulle gli conferì l'Ordre de la Libération a Beirut.
Dopo l'Operazione Ironclad, nel dicembre del 1942 fu nominato Alto Commissario per i possedimenti francesi nell'Oceano Indiano e governatore del Madagascar.
Membro del Consiglio di Difesa dell'Impero nel gennaio 1943, fu promosso generale di corpo d'armata il 1 marzo successivo. Lasciò la carica di governatore del Madagascar il 5 maggio 1943.
Il 5 agosto 1943 fu nominato vicecommissario per la difesa nazionale del Comitato francese di liberazione nazionale (CFLN) ad Algeri e poi, in ottobre, commissario per la difesa nazionale.
Dal giugno 1944 comandò la 3ª Regione militare (Rouen) e nel luglio 1945 succedette al generale Marie-Pierre Kœnig nel luglio 1945 come governatore militare di Parigi e comandante della 1ª Regione militare.
Il 16 gennaio 1947 fu promosso al grado di generale d'armata e il 20 aprile inserito nella 2ª sezione degli ufficiali.
Consigliere militare del Ministro della Francia d'Oltremare nel 1950 e, nel 1952, consigliere tecnico di François Mitterrand, Ministro di Stato.
Membro dell'Assemblea dell'Unione francese dal 1952 al 1958 sotto la sigla UDSR (Union Démocratique et Socialiste de la Résistance), membro del Consiglio dell'Ordre de la Libération nell'agosto 1958, fu insignito della Médaille militaire nel giugno 1960.
Si spense a Nizza il 23 maggio 1975 e fu sepolto nel cimitero di Villefranche-sur-Mer.

### Fonti
1. 1 2 3 4  New York Times.
2. 1 2 3 4 5 6 7 8 9 10 11 12 13 14 15 16 17 18 19 20 21 22  Ordre de la Liberation.
3. 1 2 3  Le Havre.
4. 1 2 3 4 5 6 7 8 9 10 11  Generals.